# Lucia Martinelli
Lucia Martinelli (5 novembre 1957) è una biologa italiana, presidente di European Platform of Women Scientists (EPWS).

## Biografia
È laureata in scienze biologiche presso l'Università di Bologna, ha conseguito il dottorato in genetica agraria presso l'Agricultural University of Wageningen (NL) e un master in comunicazione e giornalismo scientifico presso l'Università di Ferrara. 
Ha sviluppato e coordinato ricerca nelle biotecnologie vegetali in istituti di ricerca italiani (Univ. di Bologna; Agrimont R&S-Montedison; Fondazione E. Mach-FEM) ed esteri (Wageningnen Agricultural University, The Plant Cell Research Institute, California; Univ. Santiago de Compostela). Per il lavoro che ha prodotto stabile trasferimento genico nella vite ha ricevuto il primo premio 1994 della Fondazione Rudolf Hermanns (D). Da giugno 2011, la ricerca è proseguita al Museo delle scienze di Trento come ricercatrice e capo del programma in scienza e società. 
Ha prodotto circa 170 pubblicazioni e vari prodotti multimediali. L’attività di peer review per riviste internazionali ha riguardato un centinaio di manoscritti. Tra le mostre si ricorda la curatela di “GENOMA UMANO” del MUSE (2018) e la scrittura dei testi per “ITALIA: L’ARTE DELLA SCIENZA” esposta in Messico (2021) e in Cile (2022). 
Si occupa dell'abbattimento degli stereotipi di genere, facendo parte della European Platform of Women Scientists - EPWS, di cui è presidente dal 2021; è inoltre componente del consiglio direttivo dell'Associazione Donne e Scienza e fa parte della delegazione europea EUW20 del G20. È stata presidente della Commissione Provinciale Pari Opportunità della Provincia Autonoma di Trento (PAT) e ha fatto parte del Comitato Unico di Garanzia (CUG) della PAT quale esperta di nomina CGIL. 
È sposata con Maurizio Indirli, già dirigente di ricerca ENEA di Bologna, esperto in ingegneria sismica. 

## Pubblicazioni
- “SciComm4all’, a cartoon video course, available free of charge on www.scicomm4all.org with an English audio subtitled in 14 other European languages.
- Avveduto S., Avellis G., Martinelli L. (2024) I summit Women20 di Rio de Janeiro: risultati e indicazioni. In (Avveduto S., a cura di): Inclusione e diversità. Donne e scienza a che punto siamo. Rapporto GETA (Osservatorio Generi e Talenti) 2024 Cnr, Istituto di ricerche sulla popolazione e le politiche sociali. Cnr Edizioni, 2025. ISBN (ed. digitale) 978 88 8080 7054 6 - DOI https://doi.org/10.14600-GETA2024
- Indirli M, di Maio V., Martinelli L. (2021) An analysis of Italian resilience during COVID-19 pandemic: first phase from January to June 2020. Geographies of the Anthropocene, Il Sileno Edizioni. Pages: 310.  ISBN 9791280064219
- Martinelli L. et al. (2021) Menstrual cycle control - A controversial example of human enhancement in relation to women's body and psyche. J Psych Danubina (Review) 33(3):287-291 doi: 10.24869/psyd.2021.287
- Piciocchi C. & Martinelli L. (2016) The change of definitions in a multidisciplinary landscape: the case of human embryo and pre-embryo identification. Croatian Medical Journal 57:510-515. doi: 10.3325/cmj2016.57.510
- Pavone V. & Martinelli L. (2015) Cis-genics as emerging bio-objects: bio-objectification and bioidentification in agrobiotech innovation. New Genetics and Society 34:(1)52-71, DOI: 10.1080/14636778.2014.998816
- Scienza, genere e società: prospettive di genere in una società che si evolve, co-autrice Sveva Avveduto, CNR. Istituto di ricerche sulla popolazione e le politiche sociali, 2015.
- Arobba D. … Martinelli L. (2014) Palaeobotanical, chemical and physical investigation of the content of an ancient wine amphora from the northern Tyrrhenian Sea in Italy. Journal of Archaeological Science 45:226-233